# Саговые пальмы
Са́говые па́льмы — группа растений, из сердцевины ствола которых добывают крахмал для получения саго. Обычно под саговыми пальмами понимают около 15 видов семейства Пальмовые (Arecaceae), в первую очередь из рода Метроксилон (Metroxylon), распространённых от Таиланда и Малайского архипелага до Новой Гвинеи, произрастающих обычно во влажных низинах и речных долинах. Высота этих пальм достигает 10—15 метров. Плодоносят они один раз в жизни в возрасте 15—20 лет.
Самый известный типичный представитель — вид Саговая пальма настоящая (Metroxylon sagu), известный как [syn.  Metroxylon laeve] или [syn.  Metroxylon rumphii (Саговая пальма Румфа)], распространён преимущественно на островах Малайского архипелага и в Новой Гвинее. Другой известный вид Metroxylon vitiense эндемик островов Фиджи.
Коренное население тропических островов традиционно культивировали саговые пальмы, или срубали дикорастущие растения для получения крахмалосодержащего продукта саго.
Ствол на саго срубают до появления на пальме соцветия. Для получения саго из ствола извлекают сердцевину, один ствол взрослой пальмы даёт примерно 110—150 кг саго.
Кроме того части растений применяют при строительстве и для изготовления плетёных изделий.
Помимо саговых пальм крахмалосдержащие продукты типа саго получают и из иных пальм, таких как маврикиевая (Mauriti) или сахарная (Arenga pinnata) и других.
|                                          |  |
| Заросли саговых пальм; изготовление саго |  |

Порой саговники называют саговыми пальмами, однако это не верно, эти растения принадлежат к голосеменным, а пальмы к цветковым растениям, хотя крахмалосодержащую пищу традиционно получали и из стволов некоторых видов саговников, например из энцефаляртоса кафрского (Encephalartos caffer).